# Villoncourt
Villoncourt é uma comuna francesa na região administrativa de Grande Leste, no departamento de Vosges. Estende-se por uma área de 6,4 km². Em 2010 a comuna tinha 110 habitantes (densidade: 17,2 hab./km²).